# Rafael Cotoner y de Oleza
Rafael Cotoner y de Oleza (Mallorca, 1601 - 20 de octubre de 1663), fue un noble español de la Casa de Cotoner que llegó a ser el sexagésimo Gran maestre de la Orden de Malta, ocupando además este cargo desde el día 5 de junio de 1660 hasta su muerte el 20 de octubre de 1663 tras el breve maestrazgo de Annet de Clermont-Gessant.

## Biografía

### Incorporación a la Orden y primeros pasos
- 1608: Rafael aceptado en la Orden a la edad de 7 años.[2]
- 1617: Rafael recibe el hábito en el altar de Nuestra Señora de Montserrat de la iglesia de los jesuitas en La Valetta.
- 1634: Rafael y Nicolás son nombrados auditores de las cuentas de la Lengua de Aragón.
- 1639: Nicolás es designado Comisario de los Soldados.
- 1640: Rafael es nombrado Castellano.
- 1641: Rafael es nombrado capitán de la galera San Lorenzo.
- 1644: Rafael es nombrado capitán de la galera Capitana.
- 1645: Rafael es elegido Conservador Conventual.
- 1648: Rafael es designado Comisario de la Cascia delle Bandiere.
- 1649: Rafael es elegido Baylío del Negroponte.
- 1652: Rafael es nombrado Procurador del Común Tesoro.
- 1653: Rafael es elegido Baylío de Mallorca.
- 1660: Rafael es elegido Gran Maestre. Nicolás es elegido Baylío de Mallorca, presidente de la Congregación de Pobres Mendicantes y recibe la encomienda de Espluga Calva.

### La elección y el magisterio Rafael Cotoner

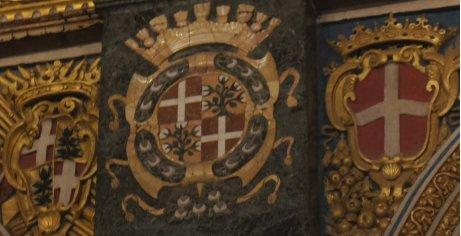
Armas de Rafael Cotoner y de Oleza, gran maestre de la Orden de San Juan de Jerusalén en el siglo XVII. Catedral de San Juan de La Valeta, en la isla de Malta.

En junio de 1660 fallecía el Gran Maestre Annet de Clermont de Chattes Gesan, apenas unos meses después de haber asumido la dignidad. El nuevo cónclave electoral reabrió las cábalas y las expectativas del comendador Valençay, a la cabeza del partido más numeroso.
Todos los demás candidatos, entre los que estaba Rafael Cotoner, se agruparon contra Valençay y delegaron en el Gran Comendador Momejan la designación de un candidato común, que fue Rafael Cotoner. Su fama de valiente y celante de la religión, en años todavía de máximo riesgo para Malta, y su afabilidad hicieron indiscutible la elección inicialmente tan disputada. Justo gobernante al servicio de la Religión y magnífico en el ceremonial en honor de la Religión le describe la crónica de la Orden, crónica que Rafael, gobernante con voluntad de hacer historia, promocionó iniciando la búsqueda de un historiador que continuara los anales del Bosio. 
La principal obra que hizo memorable el gobierno de Rafael Cotoner fue el inicio de la renovación de la iglesia conventual de San Juan, con el afrescado de la vuelta por Mattia Preti, caballero de gracia magistral. Durante este período, el artista del Barroco Italiano empezó sus trabajos en la Co-Catedral de San Juan en La Valeta decorando el interior de la misma con pinturas de San Juan Bautista.
En la ciudad de Palma, la elección de su paisano Cotoner como Gran Maestre fue inmediato motivo de homenaje urbano. Por aquellos años la Ciudad de Mallorca estaba admirándose en la construcción de la nueva Universitat. Cotoner era prueba de la buena coyuntura mallorquina. Apenas un año después de su nombramiento se plantaron sus armas de príncipe en la fachada de su solar.
Muy caballeroso y solemne, con preferencia a favorecer a los españoles, lo describe el barón prusiano von Eulenberg visitando Malta, durante su grand tour de Europa, pocos meses antes de que fallezca Rafael. Murió el 20 de octubre de 1663, sin crear disputas sucesorias, pues el convento en Malta vio en su hermano mayor, criado en la isla, un experto político en las cuestiones de la Orden, garantía de estabilidad y continuación del gobierno iniciado por Rafael.

### Muerte y sucesión
Tras su muerte le sucedió su hermano, Nicolás Cotoner y de Oleza. Durante los tres años de maestrazgo de Rafael, la Orden de Malta envió refuerzos para apoyar a los venecianos asediados en Candía (Candía finalmente cayó en septiembre de 1669, casi seis años después de la muerte de Frey Rafael Cotoner). Como muestra de gratitud y aprecio, la República de Venecia emitió un decreto autorizando a los miembros de la Orden de Malta a circular armados por sus dominios, cosa que nunca fue permitido a los propios ciudadanos de la República Veneciana.
| Predecesor: Annet de Clermont-Gessant | Gran maestre de la Orden de Malta 1660 - 1663 | Sucesor: Nicolás Cotoner y de Oleza |